# Handels- och samarbetsavtalet mellan Europeiska unionen och Storbritannien
Handels- och samarbetsavtalet mellan Europeiska unionen och Storbritannien är ett handels- och partnerskapsavtal mellan Europeiska unionen och Storbritannien. Avtalet reglerar frågor om bland annat handel, transport, fiske och säkerhet i kölvattnet av Storbritanniens utträde ur Europeiska unionen.
Avtalet föregicks av omfattande förhandlingar och slöts den 30 december 2020, två dagar innan unionsrätten upphörde att gälla för Storbritannien. Avtalet började tillämpas provisoriskt den 1 januari 2021 i väntan på att det ratificeras av båda parter. Europaparlamentet röstade för att ratificera avtalet 28 april 2021 med 660 röster för, 5 emot och 32 nedlagda. Handels- och samarbetsavtalet är det första handelsavtalet som EU slutit med ett tredjeland som lett till fler, och inte färre, handelshinder. Det träder i kraft den 1 maj 2021.
Tillsammans med handels- och samarbetsavtalet slöt EU och Storbritannien även ett avtal om kärnenergi och ett om säkerhetsförfaranden för utbyte och skydd av säkerhetsskyddsklassificerade uppgifter.